# Igreja de São Nicolau de Tolentino nos Jardins de Salústio
San Nicola da Tolentino agli Orti Sallustiani ou Igreja de São Nicolau de Tolentino nos Jardins de Salústio é uma igreja de Roma, Itália, localizada no rione Trevi, perto dos Jardins de Salústio e uma das duas igrejas nacionais da comunidade armênia na cidade. Foi construída para os agostinianos descalços em 1599 e dedicada ao monte agostiniano do século XIII, São Nicolau de Tolentino (chamado também de "San Niccolò").

## História
O interior foi reconstruído entre 1614 e 1620 por Carlo Buti e Martino Longhi, o Jovem, com o patrocínio da família Pamphilj. O arquiteto milanês Francesco Buzio também participou do projeto. Começando em 1654, a igreja foi reconstruída por Giovanni Maria Baratta, um dos principais pupilos de Alessandro Algardi. Em 1883, a igreja foi entregue aos cuidados da Pontifícia Universidade Armênia pelo papa Leão XIII. A Igreja Católica Armênia está em comunhão plena com a Igreja Católica Romana.

## Interior
A peça-de-altar do altar-mor é "São João Batista", de Baciccio. A escultura da "Madona com o Menino oferecendo o Pão Milagroso a São Nicolau, Santo Agostinho e Santa Mônica" sobre o altar-mor foi completada por Domenico Guidi, com os anjos de Baratta e o trabalho em estuque de Ercole Ferrata. O altar-mor como um todo foi baseado num projeto de Algardi.
A primeira capela da direita abriga um "Milagre de São Nicolau de Bari" (1710), de Filippo Laurenzi. A "Anunciação" é de Pughelli e os painéis laterais, de Giovanni Ventura Borghesi.
Na terceira capela do lado direito estão o monumento funerário do cardeal Federico Marcello Lante della Rovere e pinturas de Pietro Paolo Baldini. 
A terceira capela à esquerda é um projeto de Pietro da Cortona (1668), que começou a pintar o afresco do teto. Depois de sua morte, Ciro Ferri terminou a obra mantendo o projeto. O relevo escultural no altar, "Aparição da Virgem Maria ao beato Antonio Botta", é obra de Cosimo Fancelli e as estátuas de "São José" e "São João Batista" são de Ercole Ferrata e Antonio Raggi respectivamente. A segunda capela à esquerda, conhecida como Capela Buratti, é um projeto de Giovanni Battista Mola, o pai de Pier Francesco Mola.
A cúpula é octogonal e contém oito janelas. Quatro figuras femininas simbolizam as quatro virtudes fundamentais dos agostinianos: castidade, humildade, pobreza e obediência. Elas são obras de Pietro Paolo Ubaldini (1643).O interior está decorado com um afresco de "A Glória de São Nicolau de Tolentino", de Giovanni Coli e Filippo Gherardi. A pintura de Santa Inês no cruzeiro é uma cópia do original de Guercino.

## Galeria

Imagens da igreja
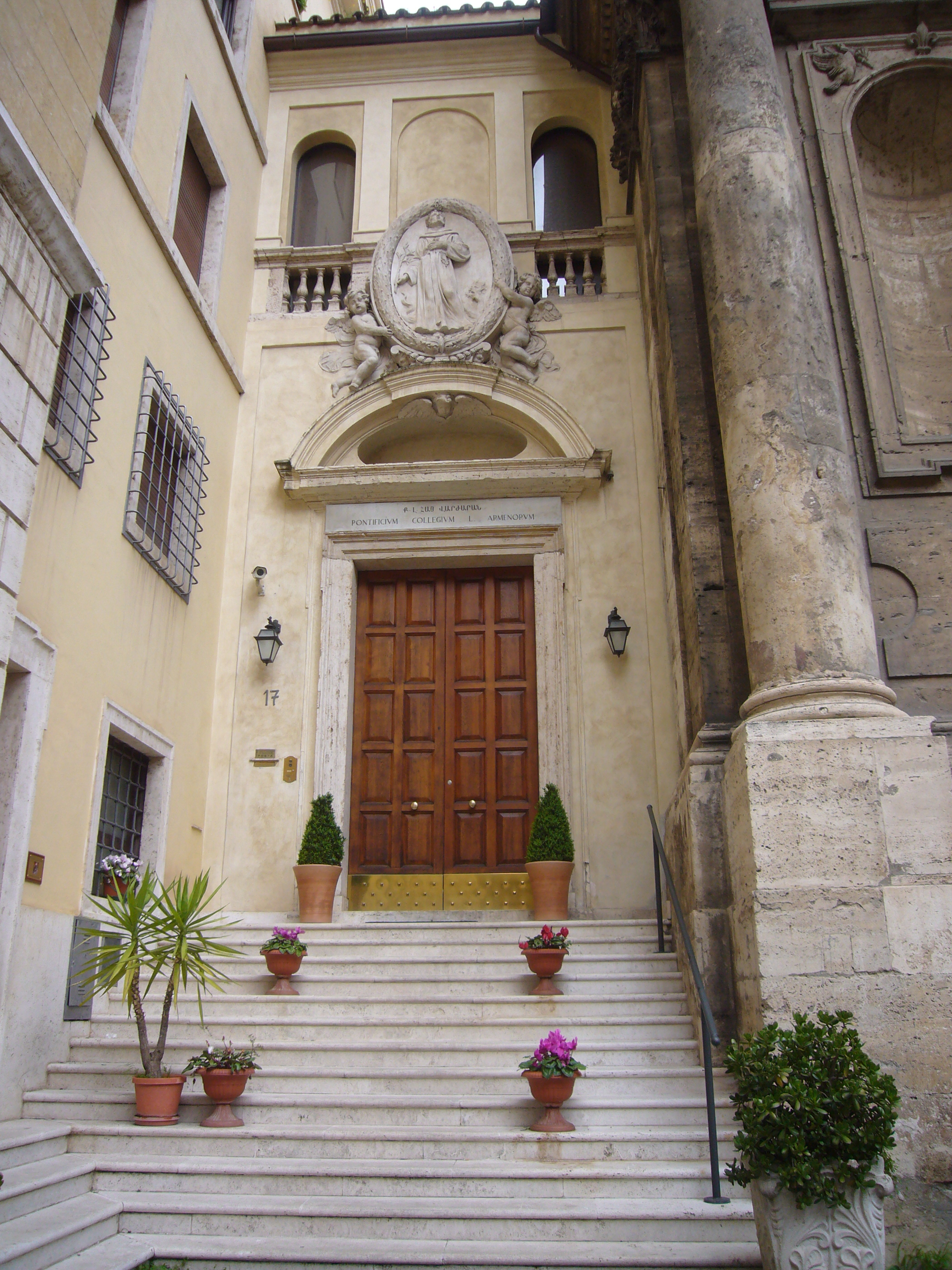
Entrada para a Pontifícia Universidade Armênia.
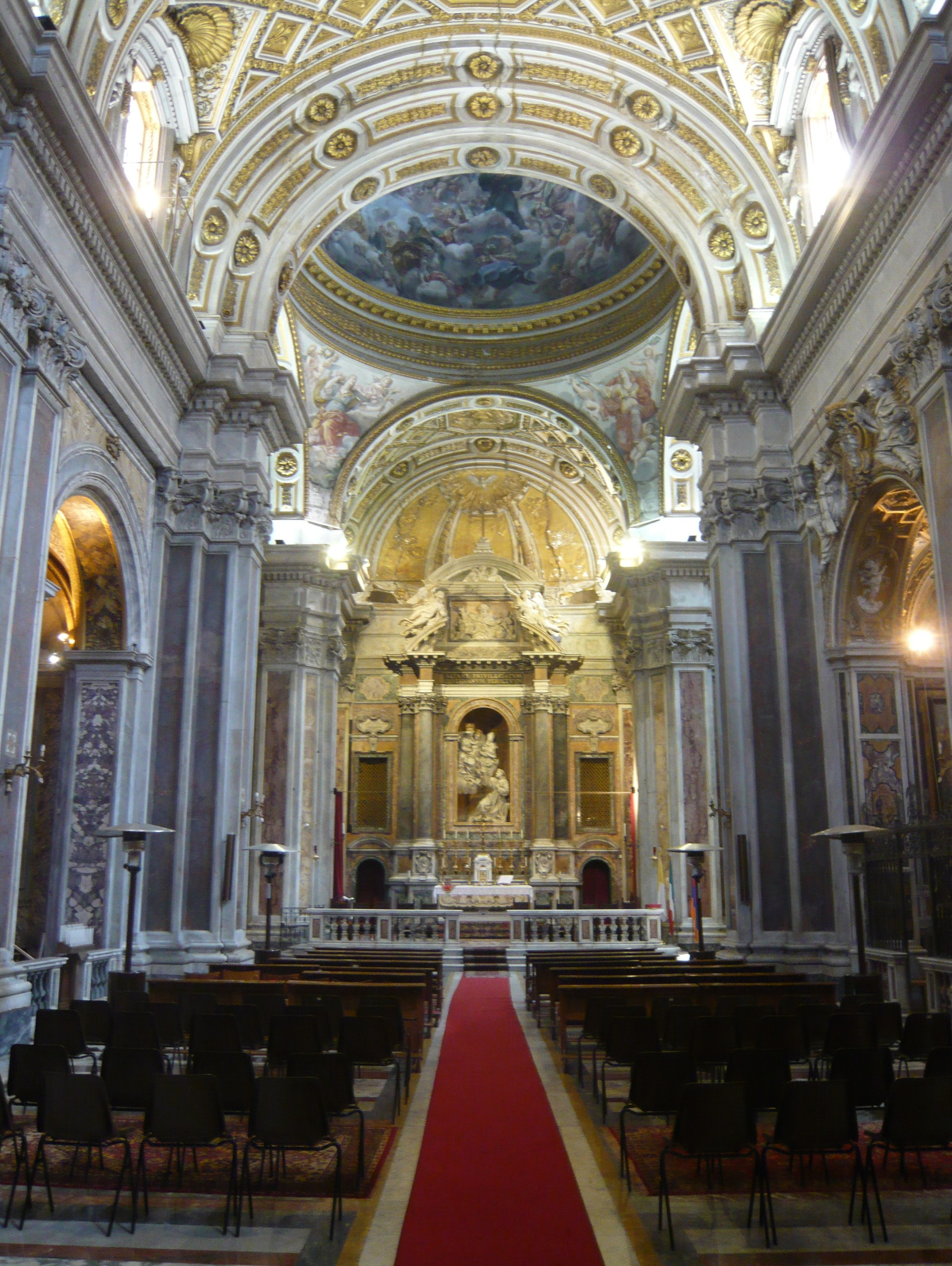
Vista do interior.
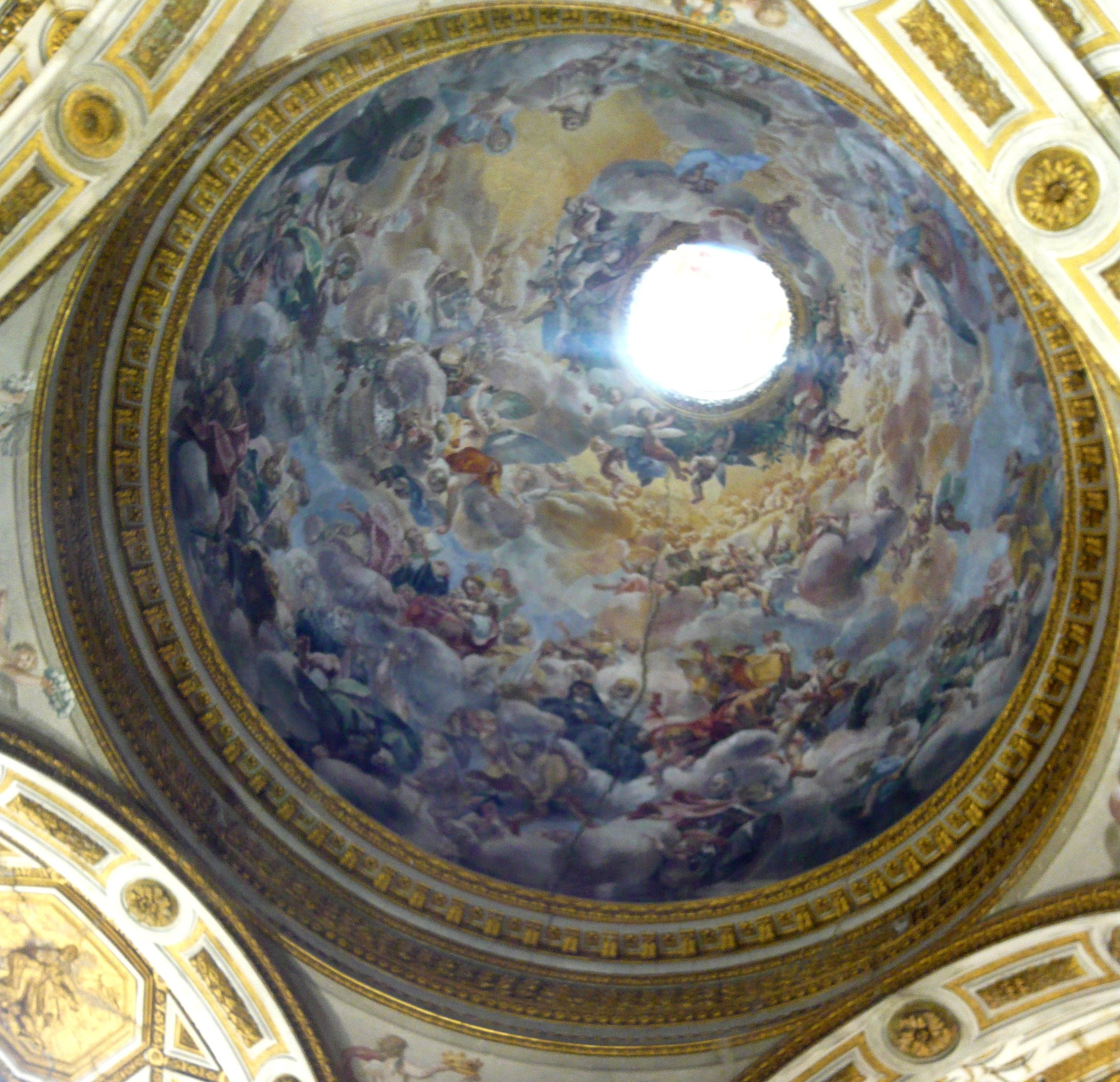
"A Glória de São Nicolau de Tolentino", de Giovanni Coli e Filippo Gherardi.
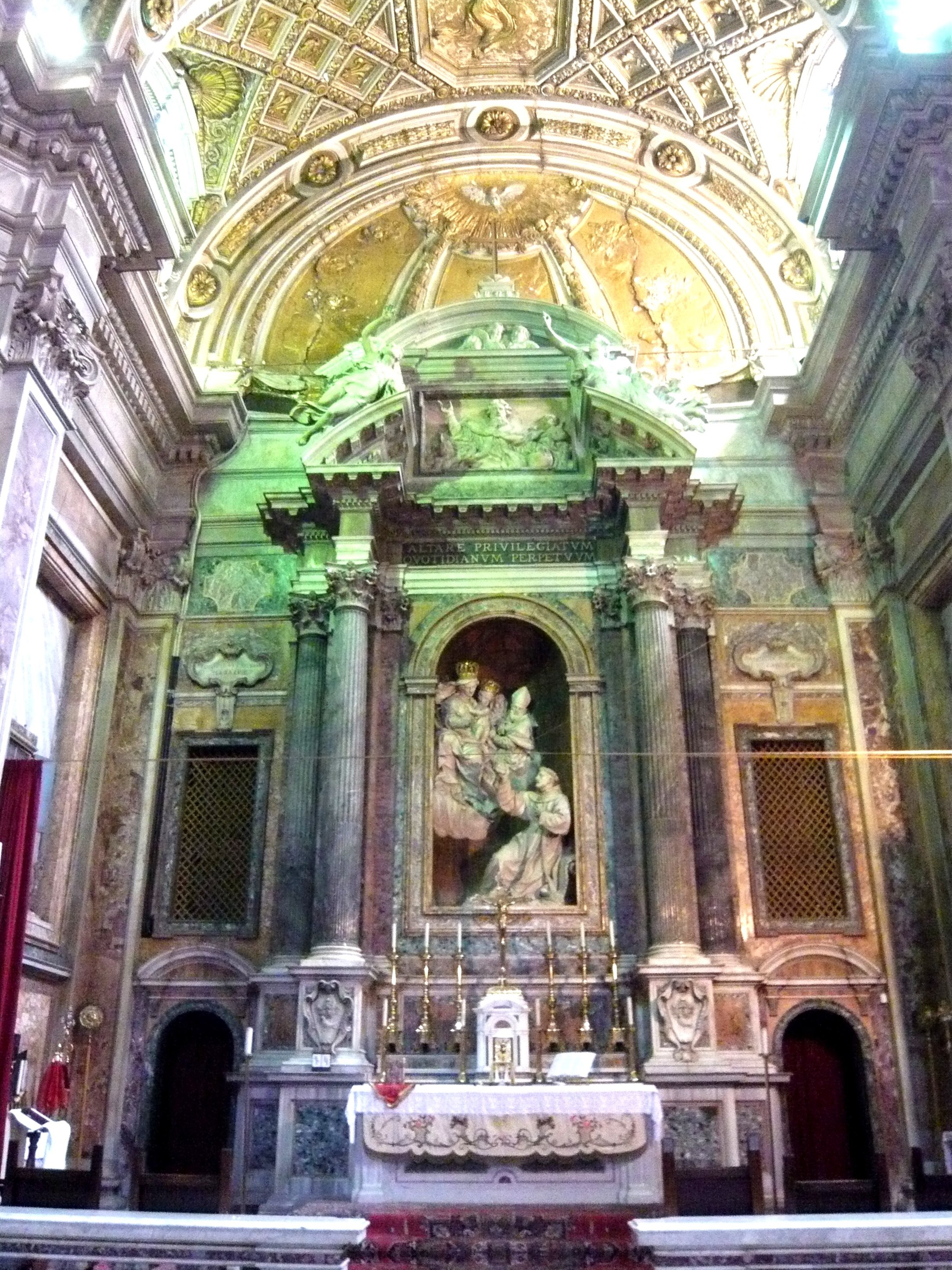
Altar-mor.